# Radym
Radym (ros. Радим) – według Powieści minionych lat protoplasta i eponim plemienia Radymiczów. Miał być bratem Wiatki; oboje pochodzili z plemienia Lachów. Wraz ze swoim rodem osiadł nad rzeką Sożą, dając początek plemieniu nazwanemu od jego imienia.
Część historyków przyjmuje historyczność postaci Radyma (w przeciwieństwie do Wiatki, uważanego powszechnie za postać zmyśloną przez kronikarza).